# Scopelosaurus craddocki
Scopelosaurus craddocki — вид авлопоподібних риб родини Notosudidae. Це морський, пелагічний вид, що поширений у субтропічних водах Південної Атлантики біля берегів Південної Африки на глибині до 2200 м. Живиться різними видами планктону.